# Mimathyma ambica
Mimathyma ambica — вид дневных бабочек из семейства нимфалид (Nymphalidae). 

## Описание

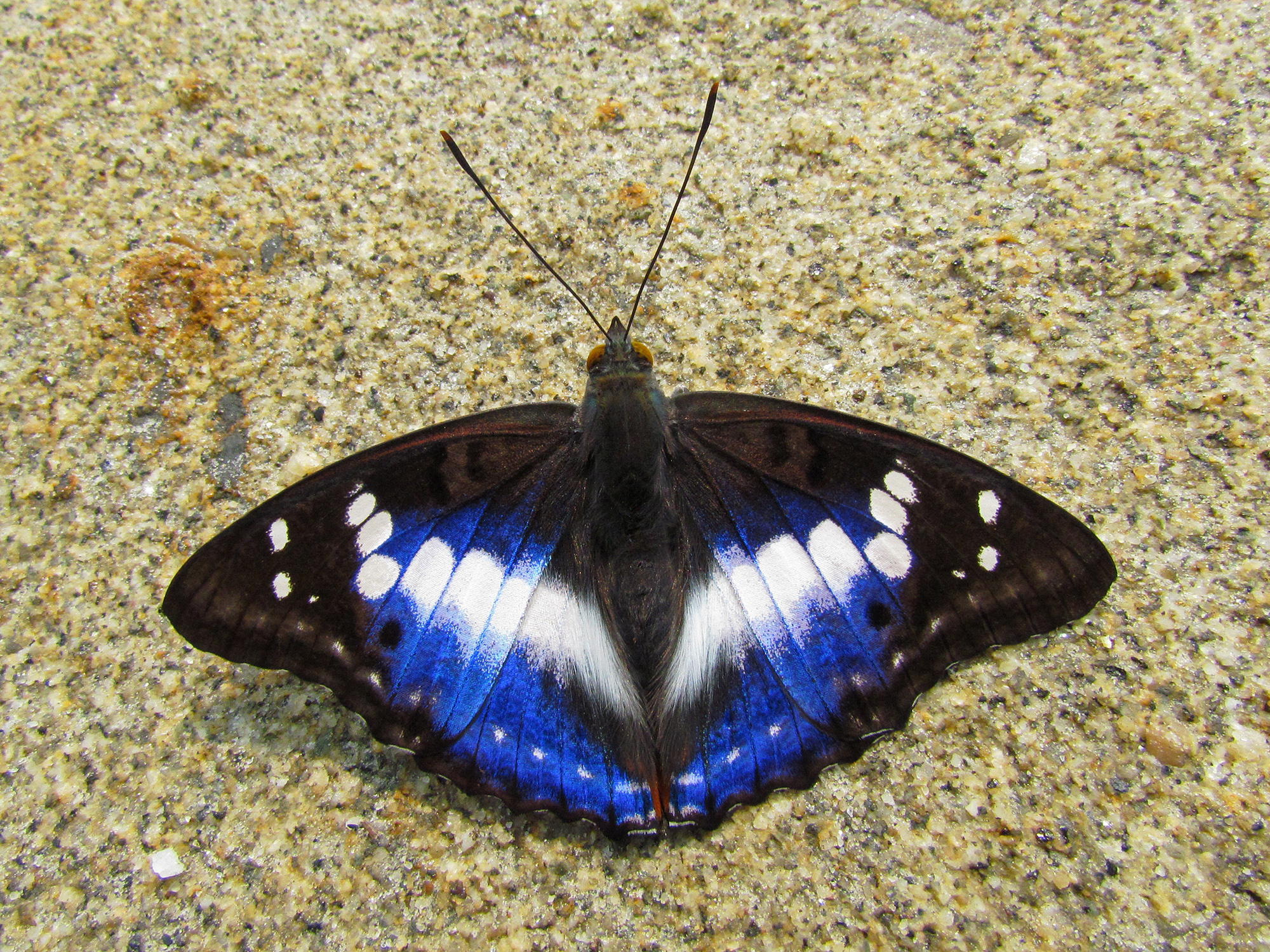
Самец.

Размах крыльев до 60 мм. Самки крупнее самцов. Внешний край передних крыльев слегка волнистый, край задних — заметно волнистый. Центральные ячейки передних и задних крыльев не замкнуты. На передних крыльях жилки R1, R2 не ветвятся и берут начало от центральной ячейки. R3, R4, R5 имеют общий ствол, который также начинается от центральной ячейки. Жилки R1 и R2 выходят к костальному (переднему) краю переднего крыла, жилка R3 к вершине, а жилки R4 и R5 к наружному краю. Верхняя сторона крыльев буровато-чёрная с широкой белой перевязью с голубым отливом, проходящей по обоим крыльям; а также двумя яркими и тремя более бледными белыми пятнами на вершине передних крыльев. Нижняя сторона крыльев серо-бурая, с коричнево-ржавыми полями, чёрными и белыми пятнами. Голова с голыми глазами (без волосков), губные щупики покрыты чешуйками. Усики с постепенно утолщающейся булавой.

## Ареал
Индия, Бутан, Мьянма, Таиланд, Вьетнам и Суматра.

## Биология

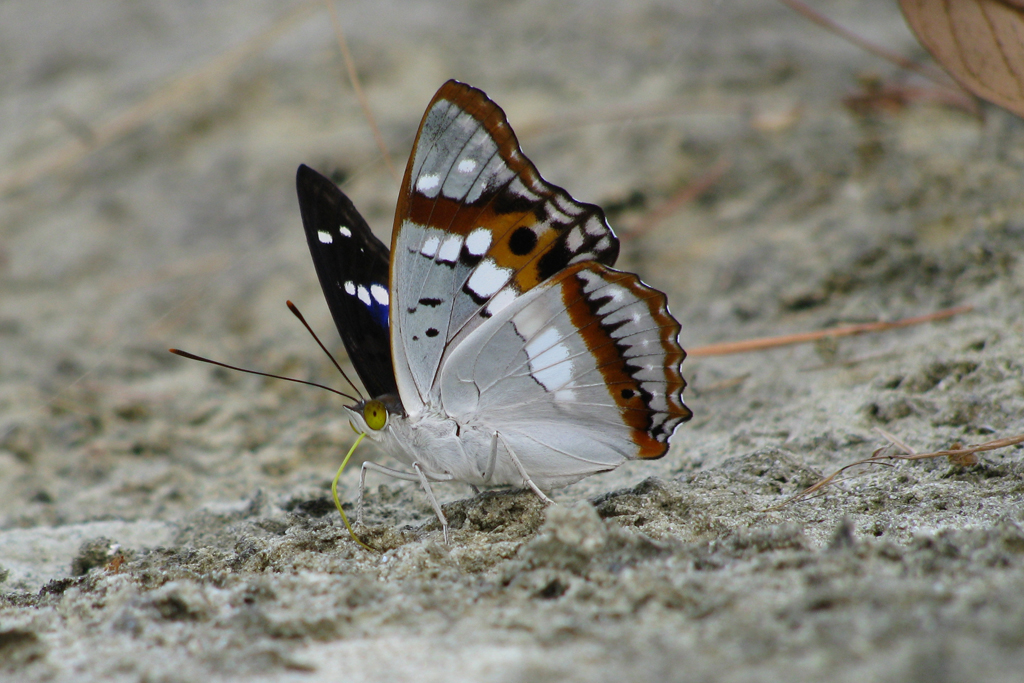
Нижняя сторона крыльев

Летает по берегам рек и ручьев, на полянах и опушках лесов. Самцы часто образуют скопления по берегам луж, ручьев или на экскрементах крупных животных, привлекаются человеческим потом. Самки ведут скрытый образ жизни, держатся в основном в кронах деревьев и крайне редко спускаются под полог леса. Гусеницы питаются листьями вязов (Ulmaceae).